# Victory (album des Jacksons)
Pour les articles homonymes, voir Victory.
Albums de The Jacksons
Triumph
(1980) 2300 Jackson Street
(1989)
Singles
Victory est le cinquième album des Jacksons chez CBS/Epic Records, sorti en 1984. Il est le seul album enregistré par les six frères Jackson : Jermaine Jackson (libre de tout contrat chez Motown) est revenu dans le groupe après l'évènement musical télévisé Motown 25: Yesterday, Today, Forever (1983). Il chante sur le titre Torture et participe aux chœurs. 
Des tensions apparaissent pendant l'enregistrement de l'album entre les frères Jackson, ce qui donnera un disque fait d'individualité dans lequel chaque frère place un titre : Be Not Always pour Michael, Body pour Marlon, One More Chance pour Randy, We Can Change the World pour Tito, et Wait pour Jackie. D'ailleurs, Michael et Marlon quitteront le groupe une fois le dernier concert du Victory Tour (1984) terminé.

## Liste des titres
1. Torture (Jackie Jackson, Kathy Wakefield) - 4:53
2. Wait (Jackie Jackson, David Paich) - 5:25
3. One More Chance (Randy Jackson) - 5:06
4. Be Not Always (Michael Jackson, Marlon Jackson) - 5:36
5. State of Shock (avec Mick Jagger) (Randy Hansen, Michael Jackson) - 4:30
6. We Can Change the World (Tito Jackson, Wayne Arnold) - 4:45
7. The Hurt (Michael Jackson, Randy Jackson, David Paich, Steve Porcaro) - 5:26
8. Body (Marlon Jackson) - 5:06

## Singles
L'une des chansons phare de l'album est State of Shock, un duo entre Michael Jackson et Mick Jagger, qui a fait l'objet d'un single et a figuré à la troisième place du Billboard Hot 100 aux États-Unis. À l'origine, le duo était prévu entre Michael et Freddie Mercury. Une démo de ce duo nommé There Must Be More To Life Than This a été enregistrée en 1983 et est sortie sur une compilation de Queen en 2014.
Deux autres singles sont sortis : Torture à l'automne 1984 (17e au Billboard Hot 100 et no 14 au Top 50), et Body à la fin de la même année qui a été un moindre succès (47e au Billboard Hot 100). Ces deux chansons ont eu droit chacune à un clip mais ni Michael ni Jermaine n'apparaissent dedans.

## Réception
L'album s'écoule à 185 000 exemplaires lors de sa première semaine de sortie. Le 30 octobre 1984, il est certifié double disque de platine pour ses ventes à plus de 2 millions d'exemplaires aux États-Unis. Par ailleurs, il se classe à la quatrième place au Billboard 200 en août 1984. Mondialement, l'album s'écoule à plus de 7 millions d'exemplaires.

## Vidéoclips
- Torture (Jackie Jackson, Kathy Wakefield) - 6:20
- Body (Marlon Jackson) - 5:18

## Musiciens
Les chiffres entre parenthèses indiquent les pistes de l'album.

### The Jacksons
- Michael Jackson : chant (1, 4, 5), boîte à rythmes et clap des mains (5), arrangements (4, 5 et 7), chœurs
- Jackie Jackson : chant (1, 2), arrangements (1 et 2), arrangements des cuivres (1), chœurs
- Marlon Jackson : chant (8), claviers, boite à rythmes et arrangements (8), chœurs
- Randy Jackson : chant (3 et 7), claviers (1, 3 et 7), percussions (1), boite à rythmes (3), arrangements (3 et 7), chœurs
- Tito Jackson : chant (6), guitare (1 et 6), claviers (6), boite à rythmes (6), arrangements (6), chœurs
- Jermaine Jackson : chant (1), chœurs

### Musiciens additionnels
- Mick Jagger : chant (5)
- Steve Lukather : guitare (2)
- Greg Poree : guitare acoustique (4)
- Jack Wargo : guitare solo (1)
- David Williams : guitare (5, 6 et 8), basse (5)
- Greg Wright : guitare solo (8)
- John Barnes : claviers (1, 3, 6 et 8), arrangements (8)
- Michael Boddicker : claviers (1)
- David Ervin : programmation synthétiseur (1), claviers (8)
- Steve Porcaro : claviers (2 et 7), arrangements (7)
- Nathan East : basse (6)
- Louis Johnson : basse (6)
- Jonathan Moffett : batterie électronique (8)
- Jeff Porcaro : batterie (1) et (2)
- Lenny Castro : percussions (2 et 6)
- Paulinho Da Costa : percussion (3 et 5)
- Robin Renee Ross  : alto (4)
- Gayle Levant  : harpe (4)
- Murray Adler : chef d'orchestre (4)
- Jerry Hey : trompette et arrangement des cuivres (1), arrangement des cordes (4)
- Derek Nakamoto : programmation synthétiseur (6)

## Chansons non retenues
- There Must Be More to Life Than This (démo enregistrée, Michael Jackson et Freddie Mercury)
- Victory (démo enregistrée, Michael Jackson et Freddie Mercury)
- Doing Dirty (Michael et Marlon Jackson)
- Far Far Away (Michael Jackson)
- Power (Jackie Jackson)
- Nona (Jackie Jackson)
- Born To Love You (reprise des Temptations)
- Pyramid Girl (démo enregistrée)[6]
- Buffalo Bill
- Bad Company
- Scared of the moon
- Dream Away
- Still In Love With You
- Tender